# Ситоміно
Сито́міно (рос. Сытомино) — село у складі Сургутського району Ханти-Мансійського автономного округу Тюменської області, Росія. Адміністративний центр Ситомінського сільського поселення.
Населення — 1098 осіб (2010, 1257 у 2002).
Національний склад станом на 2002 рік: росіяни — 77 %.